# Fleurieu-sur-Saône
Fleurieu-sur-Saône település Franciaországban, Métropole de Lyon különleges státuszú nagyvárosban (métropole: nagyjából „megyei jogú város”). Lakosainak száma 1549 fő (2022. január 1.). Fleurieu-sur-Saône Rochetaillée-sur-Saône, Montanay, Albigny-sur-Saône, Cailloux-sur-Fontaines, Couzon-au-Mont-d’Or, Fontaines-Saint-Martin és Neuville-sur-Saône községekkel határos.

## Népesség
A település népességének változása:
| Lakosok száma | 1400 | 1420 | 1481 | 1449 | 1464 | 1492 | 1491 | 1501 | 1549 |
|               | 2013 | 2015 | 2016 | 2017 | 2018 | 2019 | 2020 | 2021 | 2022 |